# The First Experience
〈The First Experience〉는 대한민국의 가수인 숙희의 EP 앨범이다.

## 특징
- 타이틀 곡은 One Love이다.
- 타이틀 곡인 One Love는 애프터스쿨의 가희가 피처링을 맡아 큰 화제를 모았다.

## 수록곡
1. One Love (Feat. 가희 of 애프터스쿨)
2. 라라라
3. Miracle
4. 사랑보다 아름다운 말 (Feat. MC몽)
5. Missing You